# SN 2009cf
SN 2009cf – supernowa typu Ib odkryta 2 marca 2009 roku w galaktyce A145337+1821. W momencie odkrycia miała maksymalną jasność 20,70m.